# Rogoźno (jezioro)
Rogoźno – jezioro w woj. wielkopolskim, w pow. obornickim, w granicach miasta Rogoźno, leżące na terenie Pojezierza Gnieźnieńskiego.

## Opis
Przy zachodnim brzegu jeziora ciągnie się miejscowość Rogoźno w której zlokalizowane są plaża, promenada i przystań żeglarska.

## Dane morfometryczne
Powierzchnia zwierciadła wody według różnych źródeł wynosi od 125,8 ha przez 131,0 ha do 148,20 ha. 

Zwierciadło wody położone jest na wysokości 69,2 m n.p.m. lub 69,5 bądź 69,7 m n.p.m. Średnia głębokość jeziora wynosi 3,0 m, natomiast głębokość maksymalna 5,8 m.
W oparciu o badania przeprowadzone w 1997 i 2003 roku wody jeziora zaliczono do wód pozaklasowych i poza kategorią podatności na degradację.

## Hydronimia
Według urzędowego spisu opracowanego przez Komisję Nazw Miejscowości i Obiektów Fizjograficznych (KNMiOF) nazwa tego jeziora to Rogoźno. W różnych publikacjach występuje ono pod nazwą Jezioro Rogozińskie.

## Przyroda
Jest to stosunkowo mocno rybny akwen typu sandaczowego, o charakterystycznej zielonkawej barwie wody. Występują tu głównie płocie, krąpie, leszcze, okonie i sandacze. Jezioro zarybiano węgorzem, który występuje tu, w związku z tym, dość obficie.
Roślinność wynurzona nie jest tutaj zbyt liczna. Reprezentowana jest przede wszystkim przez pałkę wąskolistną, trzcinę pospolitą oraz mannę mielec. Roślinność zanurzoną dominują wywłócznik, rdestnica przeszyta i moczarka kanadyjska. Roślinność bagienna wytworzyła się w rejonie wpływu Małej Wełny.

## Miejsca pamięci narodowej
Na zachodnim brzegu jeziora znajdują się dwa miejsca pamięci narodowej ofiar niemieckiego Selbstschutzu z września 1939.